# Аксуатський сільський округ (Акжаїцький район)
Аксуа́тський сільський округ (каз. Ақсуат ауылдық округі, рос. Аксуатский сельский округ) — адміністративна одиниця у складі Акжаїцького району Західноказахстанської області Казахстану. Адміністративний центр — село Аксуат.
Населення — 763 особи (2021; 964 у 2009, 1355 у 1999, 1464 у 1989).
Станом на 1989 рік існувала Батуринська сільська рада (села Батурино, Кальоне, Косауиз). Село Косауз ліквідовано 2003 року.

## Склад
До складу округу входять такі населені пункти:
| Населений пункт | Старі назви | Населення, осіб (1989) | Населення, осіб (1999) | Населення, осіб (2009) | Населення, осіб (2021) |
| --------------- | ----------- | ---------------------- | ---------------------- | ---------------------- | ---------------------- |
| Акбулак, село   | Кальоне     | 431                    | 321                    | 203                    | 124                    |
| Аксуат, село    | Батурино    | 874                    | 945                    | 761                    | 639                    |
| Косауз, село    | Косауиз     | 159                    | 89                     | -                      | -                      |